# Yunus Mallı
Yunus Mallı (Kassel, Alemania, 24 de febrero de 1992) es un futbolista turco que juega como centrocampista. También es internacional con la selección de Turquía.

## Carrera
Yunus comenzó su carrera deportiva en unos de los clubes de su ciudad natal, Kassel.
En 2007 fue fichado por el Borussia Mönchengladbach para formar parte de sus categorías inferiores, en las cuales permaneció hasta julio de 2011, cuando fichó por el Maguncia 05.
En su primera temporada no tuvo demasiado protagonismo, jugando solo 14 partidos en la Bundesliga y anotando un gol. En su segunda temporada mejoraron sus números notablemente tras disputar 21 partidos de la Bundesliga, marcando 5 goles y repartiendo 4 asistencias. En las temporadas 2014-15 y 2015-16, se convirtió en un jugador fundamental para el Maguncia 05, haciendo 6 goles en la primera de estas y 11 en la siguiente, además marcando un triplete. En enero de 2017 se marchó al Wolfsburgo, debido a la gran primera parte de la temporada que realizó con el Mainz, con el que hizo 6 goles y dio 6 asistencias en la 1. Bundesliga. Tres años después, en enero de 2020, se marchó al F. C. Union Berlin para jugar como cedido hasta final de temporada. Un año después, tras haber regresado a Wolfsburgo, abandonó el club definitivamente y fichó por el Trabzonspor.
En julio de 2022 inició una nueva etapa en su carrera después de incorporarse al Kasımpaşa S. K. Allí estuvo una temporada, mismo tiempo por el que firmó en agosto de 2023 con el Konyaspor.

## Selección
Mallı jugó sus primeros partidos en las inferiores de Alemania pero finalmente se decantó por la selección de Turquía, disputando un par de amistosos y entrando en la lista previa de jugadores para disputar la Eurocopa 2016.

## Clubes
| Club                        | País     | Año       |
| --------------------------- | -------- | --------- |
| Borussia Mönchengladbach II | Alemania | 2010-2011 |
| 1. FSV Mainz 05             | Alemania | 2011-2016 |
| VfL Wolfsburgo              | Alemania | 2017-2021 |
| F. C. Union Berlin (cedido) | Alemania | 2020      |
| Trabzonspor                 | Turquía  | 2021-2022 |
| Kasımpaşa S. K.             | Turquía  | 2022-2023 |
| Konyaspor                   | Turquía  | 2023-2024 |

## Palmarés

### Títulos nacionales
| Título               | Club        | País    | Año  |
| -------------------- | ----------- | ------- | ---- |
| Superliga de Turquía | Trabzonspor | Turquía | 2022 |